# ATP Finals 2017
Le ATP Finals 2017 (ufficialmente chiamate Nitto ATP Finals 2017 per motivi di sponsorizzazione) sono state un torneo di tennis disputatosi a Londra, nel Regno Unito, dal 12 al 19 novembre 2017 sul campo di cemento indoor dell'O2 Arena. È stato l'evento conclusivo dell'ATP World Tour 2017, a cui partecipano i primi 8 giocatori della classifica ATP di singolare e le prime 8 coppie della classifica di doppio. È stata la 48ª edizione per quanto riguarda il torneo di singolare e della 43ª per quanto riguarda quello di doppio.

## Qualificazioni

### Regolamento
Gli 8 giocatori che hanno accumulato il maggior numero di punti validi nei tornei del Grande Slam, dell'ATP World Tour 2017 e nella Coppa Davis 2017 ottengono la qualificazione per il torneo. I punti validi comprendono tutti quelli ottenuti nel 2017, più quelli derivati dalla finale di Coppa Davis 2016 e da tutti i tornei Challenger disputati dopo l'ATP World Tour Finals 2016.
Per qualificarsi, un giocatore che ha terminato la stagione 2016 fra i primi 30 deve partecipare ai quattro tornei Slam e ad otto tornei ATP World Tour Masters 1000 nel corso del 2017. Inoltre vengono conteggiati per la classifica i suoi 4 migliori risultati nei tornei ATP World Tour 500 series e i migliori 2 nei tornei ATP World Tour 250 series. Ai giocatori che non parteciperanno ad uno di questi eventi vengono conteggiati 0 punti per il torneo. Il Monte Carlo Masters è diventato facoltativo dal 2009, e se un giocatore decide di parteciparvi il risultato sarà conteggiato come uno dei 4 tornei 500. La Coppa Davis viene anch'essa conteggiata come un torneo 500, se il giocatore non avrà disputato un numero sufficiente di tornei di questa fascia, e se non avrà ottenuto risultati migliori nei 250 o nei Challenger. Se il giocatore (ad esempio per infortunio) non può partecipare ai tornei prestabiliti, nei 18 tornei validi per la classifica vengono conteggiati i risultati migliori nei tornei 250 o Challenger.
Un giocatore che è impossibilitato a partecipare ai tornei a causa di un infortunio, non riceve alcuna penalità. Le ATP Finals 2017 conteranno come un 19º torneo aggiuntivo nella classifica degli otto qualificati.

### Singolare
| Gruppo Pete Sampras |
| Gruppo Boris Becker |

| # | Giocatore        | Punti  | Tornei | Data di qualificazione |
| - | ---------------- | ------ | ------ | ---------------------- |
| 1 | Rafael Nadal     | 10 645 | 17     | 13 giugno              |
| 2 | Roger Federer    | 9 005  | 11     | 16 luglio              |
| 3 | Alexander Zverev | 4 410  | 24     | 9 ottobre              |
| 4 | Dominic Thiem    | 3 815  | 26     | 16 ottobre             |
| 5 | Marin Čilić      | 3 805  | 20     | 30 ottobre             |
| 6 | Grigor Dimitrov  | 3 650  | 22     | 30 ottobre             |
| 7 | David Goffin     | 2 975  | 24     | 6 novembre             |
| 8 | Jack Sock        | 2 765  | 21     | 6 novembre             |

#### Assenze notevoli
Stan Wawrinka in virtù dei suoi 3 150 punti si sarebbe qualificato per il torneo ma non ha partecipato a causa di un infortunio.

### Doppio
| Gruppo Woodbridge/Woodforde |
| Gruppo Eltingh/Haarhuis     |

| # | Giocatori                           | Punti | Tornei | Data di qualificazione |
| - | ----------------------------------- | ----- | ------ | ---------------------- |
| 1 | Łukasz Kubot Marcelo Melo           | 6 910 | 18     | 15 luglio              |
| 2 | Henri Kontinen John Peers           | 5 650 | 17     | 4 settembre            |
| 3 | Horia Tecău Jean-Julien Rojer       | 4 980 | 24     | 12 ottobre             |
| 4 | Jamie Murray Bruno Soares           | 4 820 | 21     | 13 ottobre             |
| 5 | Bob Bryan Mike Bryan                | 4 355 | 17     | 13 ottobre             |
| 6 | Pierre-Hugues Herbert Nicolas Mahut | 4 215 | 12     | 20 ottobre             |
| 7 | Ivan Dodig Marcel Granollers        | 3 670 | 17     | 1 novembre             |
| 8 | Ryan Harrison Michael Venus         | 3 060 | 12     | 13 novembre            |

## Testa a testa

### Singolare

#### Testa a testa generale
|   |                  | Nadal | Federer | Zverev | Thiem | Čilić | Dimitrov | Goffin | Sock | Totale | V–S 2017 |
| 1 | Rafael Nadal     |       | 23–15   | 3–0    | 5–2   | 5–1   | 10–1     | 2–0    | 4–0  | 52–19  | 67–10    |
| 2 | Roger Federer    | 15–23 |         | 2–2    | 1–2   | 7–1   | 6–0      | 6–0    | 3–0  | 40–28  | 49–4     |
| 3 | Alexander Zverev | 0–3   | 2–2     |        | 1–4   | 3–1   | 2–1      | 1–0    | 1–1  | 10–12  | 54–20    |
| 4 | Dominic Thiem    | 2–5   | 2–1     | 4–1    |       | 1–0   | 2–1      | 3–6    | 2–1  | 16–15  | 48–25    |
| 5 | Marin Čilić      | 1–5   | 1–7     | 1–3    | 0–1   |       | 3–1      | 2–3    | 0–2  | 8–22   | 44–19    |
| 6 | Grigor Dimitrov  | 1–10  | 0–6     | 1–2    | 1–2   | 1–3   |          | 3–1    | 1–3  | 8–27   | 44–19    |
| 7 | David Goffin     | 0–2   | 0–6     | 0–1    | 6–3   | 3–2   | 1–3      |        | 3–0  | 13–17  | 54–22    |
| 8 | Jack Sock        | 0–4   | 0–3     | 1–1    | 1–2   | 2–0   | 3–1      | 0–3    |      | 7–14   | 36–19    |

#### Testa a testa incontri su cemento(i)
|   |                  | Nadal | Federer | Zverev | Thiem | Čilić | Dimitrov | Goffin | Sock | Totale | V–S 2017 |
| 1 | Rafael Nadal     |       | 1–5     | 0–0    | 0–0   | 1–0   | 2–0      | 0–0    | 0–0  | 4–5    | 2–0      |
| 2 | Roger Federer    | 5–1   |         | 0–0    | 0–0   | 1–0   | 2–0      | 3–0    | 1–0  | 12–1   | 5–0      |
| 3 | Alexander Zverev | 0–0   | 0–0     |        | 0–1   | 1–0   | 0–1      | 0–0    | 0–1  | 1–3    | 7–5      |
| 4 | Dominic Thiem    | 0–0   | 0–0     | 1–0    |       | 0–0   | 0–0      | 1–1    | 0–1  | 2–2    | 4–4      |
| 5 | Marin Čilić      | 0–1   | 0–1     | 0–1    | 0–0   |       | 0–1      | 1–0    | 0–0  | 1–4    | 7–4      |
| 6 | Grigor Dimitrov  | 0–2   | 0–2     | 1–0    | 0–0   | 1–0   |          | 1–1    | 1–0  | 4–5    | 10–3     |
| 7 | David Goffin     | 0–0   | 0–3     | 0–0    | 1–1   | 0–1   | 1–1      |        | 1–0  | 3–6    | 17–6     |
| 8 | Jack Sock        | 0–0   | 0–1     | 1–0    | 1–0   | 0–0   | 0–1      | 0–1    |      | 2–3    | 9–2      |

### Doppio

#### Testa a testa generale
|   |                                       | Kubot Melo | Kontinen Peers | Rojer Tecău | Murray Soares | Bryan | Herbert Mahut | Dodig Granollers | Harrison Venus | Totale |
| 1 | Łukasz Kubot / Marcelo Melo           |            | 1–3            | 4–0         | 3–1           | 2–0   | 0–0           | 2–1              | 0–1            | 12–6   |
| 2 | Henri Kontinen / John Peers           | 3–1        |                | 2–2         | 4–1           | 3–0   | 2–1           | 1–2              | 1–1            | 16–8   |
| 3 | Jean-Julien Rojer / Horia Tecău       | 0–4        | 2–2            |             | 2–2           | 3–4   | 2–1           | 1–2              | 0–0            | 10–15  |
| 4 | Jamie Murray / Bruno Soares           | 1–3        | 1–4            | 2–2         |               | 1–1   | 2–2           | 0–0              | 2–0            | 9–12   |
| 5 | Bob Bryan / Mike Bryan                | 0–2        | 0–3            | 4–3         | 1–1           |       | 0–5           | 1–0              | 0–0            | 6–14   |
| 6 | Pierre-Hugues Herbert / Nicolas Mahut | 0–0        | 1–2            | 1–2         | 2–2           | 5–0   |               | 2–1              | 1–0            | 12–7   |
| 7 | Ivan Dodig / Marcel Granollers        | 1–2        | 2–1            | 2–1         | 0–0           | 0–1   | 1–2           |                  | 0–2            | 6–9    |
| 8 | Ryan Harrison / Michael Venus         | 1–0        | 1–1            | 0–0         | 0–2           | 0–0   | 0–1           | 2–0              |                | 4–4    |

## Montepremi e punti
| Turneo                   | Singolare      | Doppio1       | Punti    |
| ------------------------ | -------------- | ------------- | -------- |
| Campione                 | RR + 1785000 $ | RR + 284000 $ | RR + 900 |
| Finalista                | RR + 585000 $  | RR + 96000 $  | RR + 400 |
| Round Robin per vittoria | 191000 $       | 36000 $       | 200      |
| Partecipazione           | 191000 $       | 94000 $       | -        |
| Alternative              | 105000 $       | 36000 $       | –        |

## Campioni

### Singolare
Grigor Dimitrov ha sconfitto in finale  David Goffin col punteggio di 7–5, 4–6, 6–3.

### Doppio
Henri Kontinen /  John Peers hanno sconfitto in finale  Łukasz Kubot /  Marcelo Melo col punteggio di 6–4, 6–2.